# Synidotea marmorata
Synidotea marmorata är en kräftdjursart som först beskrevs av Alpheus Spring Packard 1867.  Synidotea marmorata ingår i släktet Synidotea och familjen tånglöss. Inga underarter finns listade i Catalogue of Life.